# Kryptofyt
Kryptofyt er dannet ud fra to græske ord: krypto- = "skjult" og phytos = "plante", altså ordret: "den skjulte plante". Ordet bruges som betegnelse for en livsform, hvor overvintringsorganerne (helt præcist: de levedygtige knopper) ligger skjult, for at planten bedre kan klare ugunstige årstider, dvs. tørke eller vinterkulde.
Man skelner mellem tre grupper af kryptofytter:
- Helofytter, der overvintrer i bundslam (Hvid Nøkkerose f.eks.).
- Hydrofytter eller vandplanter, der overvintrer under vandet (Almindelig Vandpest f.eks.).
- Geofytter, som ligger beskyttet under jorden som løg, løgagtige knolde eller jordstængler. I daglig tale kaldes de løgvækster og knoldvækster.